# Gorica (obwód Burgas)
Gorica (bułg. Горица) – wieś w Bułgarii, w obwodzie Burgas, w gminie Pomorie. W 2023 roku liczyła 770 mieszkańców.